# Tuluin
Tuluin ou T(h)ulwin est un prince et un duc ostrogoth, général de l'armée gothique sous le règne en Italie du roi Théodoric le Grand (493-526).

## Biographie
De la « race des Amales », il participe en 504 à l'expédition ostrogothique conduite en Pannonie et à la prise de Sirmium, et s'illustre en Provence en 508-509, aux côtés de Ibba et de Mammo, contre les Francs de Clovis, vainqueurs du roi wisigoth Alaric II, gendre du roi Théodoric.
Plus tard, lors du conflit opposant Francs et Burgondes en 523, le roi Théodoric le charge d'aller en Burgondie venger l'assassinat de son petit-fils Sigéric, au nom de la faide germanique. Cependant, Théodoric, en accord avec les Francs contre les Burgondes du roi Sigismond, donne l'ordre à Tuluin de marcher lentement, et d'accélèrer qu'au cas où il apprendrait la victoire des Francs. Ce double jeu rapporte gros aux Ostrogoths. Les Burgondes écrasés par les Francs après un violent combat, ces derniers reprochent à Tuluin son retard. Celui-ci prend pour excuses les obstacles des routes de montagne dans les Alpes et finit par payer l'amende de composition établi comme prévu si les renforts ostrogothiques ne seraient pas venus à temps pour la bataille. Le royaume burgonde partagé, cette tactique permet aux Ostrogoths d'acquérir, sans un seul guerrier tué, la moitié du territoire. Pour faire partir Tuluin et ses troupes restées intactes, le roi burgonde Godomar III donne au royaume ostrogoth, cinq cités situées au sud de la Drôme.
Sous le règne du jeune roi Athalaric (526-534), Tuluin fait partie de l'entourage de la reine régente Amalasonte et exerce la fonction de Patricius præsentalis,.
Tuluin avait épousé une fille du roi Théodoric.

## Sources primaires
- Jordanès, Histoire des Goths.
- Cassiodore, Histoire des Goths.